# Gary Kendall
Gary Kendall (...) è un bassista e cantante canadese, noto per la sua lunga collaborazione con la Downchild Blues Band e co-creatore della Kendall Wall Band..

## Biografia
Nacque a Thunder Bay, nella provincia dell'Ontario, in Canada.
Inizia la sua attività di bassista nel 1960.
Tra il 1979 ed il 1983 ha suonato con la Downchild Blues Band. Successivamente, insieme ad un membro dei Downchild, formò la Kendall Wall Band, ben conosciuta in Canada dal 1980 fino agli inizi del 1990
Nel 2015 vince il "Maple Blues Award" come bassista dell'anno. Inoltre è stato proclamato vincitore del Juno Award assieme alla Downchild Blues band.
Ha anche suonato con artisti come Snooky Pryor, Luther "Guitar Junior" Johnson, Big Jay McNeeley, Bob Margolin, Big Dave MacLean, Duke Robillard, Morgan Davis, Zora Young e Phil Guy. Ha inciso con i Downchild, la Gary Kendall Band, la Maple Blues Revue, Ray Bordo, David Vest, Chris Murphy, Little Bobby, Peter Schmidt & Shane Scott, Brian Blain, Maria Aurigema.

## Citations
1. ↑   bassista dell'anno [collegamento interrotto], su torontobluessociety.com, Maple Blues Awards. URL consultato il 29 agosto 2015.